# Ich bin dann mal weg

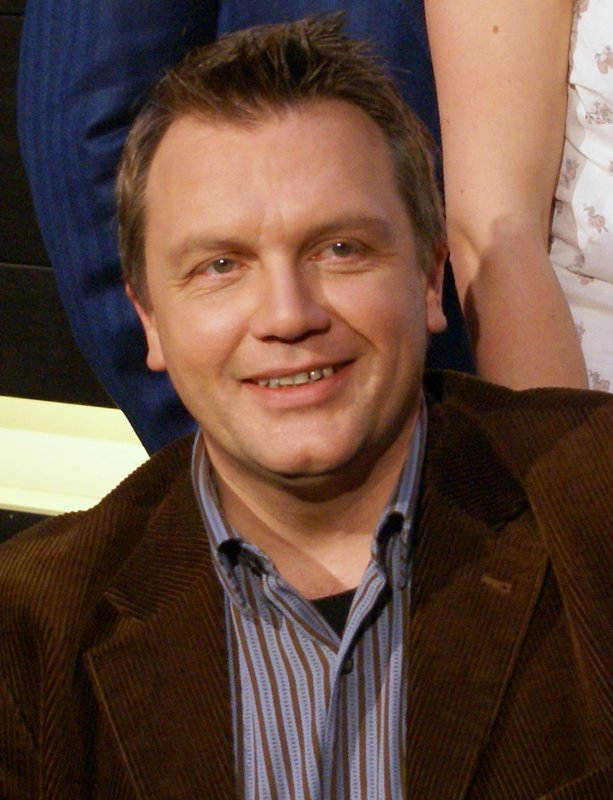
Hape Kerkeling (2008)

Ich bin dann mal weg – Meine Reise auf dem Jakobsweg ist ein 2006 als Buch erschienener Reisebericht des deutschen Entertainers Hape Kerkeling über dessen Pilgerreise nach Santiago de Compostela im Jahr 2001. Er war mehr als hundert Wochen lang auf Platz eins der Spiegel-Bestsellerliste für Sachbücher. Das Buch gilt mit mehr als fünf Millionen verkauften Exemplaren als erfolgreichstes deutschsprachiges Sachbuch seit Götter, Gräber und Gelehrte von C. W. Ceram.

## Inhalt
Kerkeling beschreibt die Erlebnisse seiner Pilgerreise nach Santiago de Compostela im Jahr 2001. Auslöser für die Entscheidung, den Jakobsweg zu gehen, waren ein Hörsturz sowie die Entfernung seiner Gallenblase. Er beschäftigte sich zudem mit Shirley MacLaines Buch Der Jakobsweg: eine spirituelle Reise, in dem die Schauspielerin von ihren bisherigen „Reinkarnationen“ berichtet und ihre Reise mit zahlreichen Erlebnissen ausschmückt. Das Buch sowie ein Wanderführer waren auf der Wallfahrt seine einzige Lektüre.
Kerkeling wählte für seine Wanderung den Camino Francés und musste sich wie alle Pilger mit den physischen und psychischen Anforderungen einer solchen Reise auseinandersetzen. Er lernte dabei nicht nur sich selbst und seinen Glauben, – Zitat – „Buddhist mit christlichem Überbau“, besser kennen, sondern traf auch auf die verschiedensten Menschen, deren Charaktere er sehr plastisch beschreibt. Im amüsant plaudernden Ton schildert Kerkeling seine Erfahrungen, die an manchen Stellen tiefsinnig werden, und reflektiert über den Sinn des Lebens. Mit den „klassischen“ christlichen Pilgern suche er keinen Kontakt, er schätze sie als „nicht lernfähig“ ein (Zitat: „Die werden als die gleichen Menschen die Reise beenden, als die sie sie begonnen haben …“). Stattdessen zögen ihn „Sonderlinge und Exoten“ an. Er machte unter anderem Erfahrungen mit einer heiratswilligen Südamerikanerin, einem sexlüsternen Mitwanderer, Spießern, Kirchenkritikern, Esoterikern und Spiritisten.
Besonders intensiv beschreibt Kerkeling die mit der Engländerin Anne Butterfield und der Neuseeländerin Sheelagh geschlossenen Freundschaften, denen er im Prolog des Buchs für die gemeinsamen Erfahrungen dankt. Kerkeling ging – nach bis dahin eher ungeplanten, aber regelmäßigen Treffen – ab Juli 2001 gemeinsam mit diesen beiden Frauen auch den überwiegenden Teil des restlichen Pilgerweges bis Santiago de Compostela, wo sie zum Abschluss der Pilgerreise noch fünf Tage blieben. Beide erhielten von Kerkeling dort als Erinnerungsgeschenk ein Silberglöckchen, zu dessen Bedeutung und verbindender Wirkung Kerkeling im Nachwort eine persönliche Anekdote erzählt. Anne Butterfield hat 2010 nochmals den Jakobsweg bereist und ihre Erfahrungen in dem Buch Ich bin da noch mal hin beschrieben.

## Stationen der Reise
| Datum         | Ort                                | Strecke (in km) | Strecke (in km) |
| Datum         | Ort                                | gelaufene       | restliche       |
| ------------- | ---------------------------------- | --------------- | --------------- |
| 09. Juni 2001 | Saint-Jean-Pied-de-Port            | –               | 769             |
| 10. Juni 2001 | Roncesvalles                       | 25              | 744             |
| 11. Juni 2001 | Zubiri                             | 19              | 723             |
| 12. Juni 2001 | Pamplona                           | 22              | 701             |
| 14. Juni 2001 | Viana und Logroño                  | 96              | 605             |
| 15. Juni 2001 | Navarrete und Nájera               | 29              | 576             |
| 17. Juni 2001 | Santo Domingo de la Calzada        | 21              | 555             |
| 21. Juni 2001 | Castildelgado                      | 23              | –               |
| 22. Juni 2001 | Belorado, Tosantos und Villafranca | 23              | 532             |
| 24. Juni 2001 | Burgos, Tardajos                   | 52              | 480             |
| 25. Juni 2001 | Hornillos del Camino und Hontanas  | –               | –               |
| 26. Juni 2001 | Castrojeriz und Frómista           | –               | –               |
| 27. Juni 2001 | Carrión de los Condes              | –               | –               |
| 28. Juni 2001 | Calzadilla de la Cueza             |                 | 398             |
| 29. Juni 2001 | Sahagún                            | 96              | –               |
| 30. Juni 2001 | León                               | 96              | 302             |
| 03. Juli 2001 | Astorga                            | 52              | 250             |
| 05. Juli 2001 | Rabanal                            | 20              | 230             |
| 07. Juli 2001 | Foncebadón und El Acebo            |                 | –               |
| 08. Juli 2001 | El Acebo                           |                 | –               |
| 09. Juli 2001 | Molinaseca, Ponferrada             |                 | –               |
| 10. Juli 2001 | Villafranca del Bierzo             |                 | –               |
| 11. Juli 2001 | Trabadelo und Vega de Valcarce     |                 | 174             |
| 12. Juli 2001 | La Faba und O Cebreiro             | 30              | 144             |
| 13. Juli 2001 | Triacastela                        |                 | –               |
| 15. Juli 2001 | Sarria und Rente                   |                 | –               |
| 16. Juli 2001 | Portomarín                         |                 | 87              |
| 17. Juli 2001 | Palas de Rei                       | 25              | 62              |
| 18. Juli 2001 | Castañeda                          |                 | –               |
| 19. Juli 2001 | Rua                                |                 | –               |
| 20. Juli 2001 | Santiago de Compostela             |                 | Ziel            |

## Aufnahme durch das Publikum
Das Buch gilt mit mehr als fünf Millionen verkauften Exemplaren als erfolgreichstes deutschsprachiges Sachbuch seit Götter, Gräber und Gelehrte von C. W. Ceram. Es befand sich nach seinem Erscheinen 2006 monatelang auf den vorderen Plätzen der deutschen Bestsellerlisten. Es verkaufte sich nach Auskunft des Verlages bis Ende 2007 rund 3 Millionen Mal. Im selben Jahr erschien eine Übersetzung ins Niederländische. 2008 folgte eine italienische Ausgabe, 2009 eine spanische und US-amerikanische und 2010 eine polnische und japanische Ausgabe.

## Medienresonanz
Kerkeling war wegen seines Buches Gast in verschiedenen Talkshows, eine Autorenlesung ausgewählter Teile seines Buches wurde vom Fernsehsender RTL 2007 ausgestrahlt.
Hape Kerkelings Reisebegleitung Anne Butterfield machte sich im Jahr 2010 ein zweites Mal auf den Jakobsweg von Saint-Jean-Pied-de-Port nach Santiago de Compostela. Anfangs mit dem Rad unterwegs, wechselte sie relativ rasch zum Pilgern zu Fuß. In ihrem Buch gibt es zahlreiche Rückblicke auf die Reise mit Hape Kerkeling im Jahr 2001 und sein Buch.

## Auswirkung auf die Pilgerzahlen
Die Statistik der in Santiago de Compostela ankommenden Pilger belegt, dass die Pilgerzahlen auf den spanischen Jakobswegen außerhalb „Heiliger Jahre“ linear ansteigen. Nach Veröffentlichung des Buches lässt sich eine überdurchschnittliche Zunahme bei der Gruppe der deutschen Pilger beobachten: Im Jahr 2007 betrug ihre Zahl 13.837. Das waren 71 Prozent mehr als im Vorjahr und entsprach dem Anstieg der sieben vorausgegangenen Jahre 1999–2006. 2008 war der Anstieg bei den deutschen Pilgern mit 14 Prozent nicht mehr ganz so hoch, lag jedoch immer noch deutlich über dem durchschnittlichen Zuwachs von 9 Prozent. Obwohl dieses Phänomen nicht wissenschaftlich untersucht wurde, wird es allgemein auf das Buch zurückgeführt und als „Kerkeling-Effekt“ bezeichnet.

## Verfilmung
An Heiligabend 2015 startete in den deutschen Kinos die Verfilmung des Buches mit Devid Striesow als Hape Kerkeling. Im Film wirken zudem Martina Gedeck und Karoline Schuch als weitere Pilger sowie Katharina Thalbach als Oma Bertha und Annette Frier als Kerkelings Agentin Dörte mit. Die Regie führte Julia von Heinz.